# Corona (sigaar)

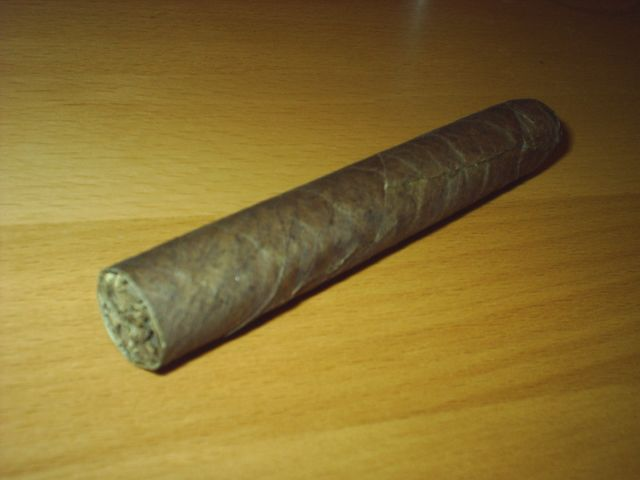
Corona-sigaar

De Corona is een sigarenmodel. Dit model wordt door kenners wel als de mooiste onder de sigaren beschouwd. De Corona is niet te dun (dunne sigaren zijn vaak erg scherp) en is niet te groot. Een Corona kan goed als aperitief worden genuttigd. 
De meeste Corona's hebben een rookduur van rond een uur. Sommige Corona's (zoals de Olifant) vallen wat kleiner, en hebben dan ook een kortere rookduur. De Corona is zacht van smaak door de dikkere diameter. De meeste Corona's die worden verkocht zijn shortfillers met voornamelijk Indonesische tabak in het binnengoed ("melange"). Veel bestanddelen komen uit Sumatra, Java en Vorstenlanden. Ook worden er andere tabakssoorten in het binnengoed toegevoegd. Andere tabakssoorten komen uit Brazilië, Cuba, Dominicaanse Republiek en de Verenigde Staten.
Sommige sigaren worden ongeknipt verkocht, dat wil zeggen dat de sigaar nog niet is geopend aan de mond-zijde. Om de sigaar te kunnen roken zal deze moeten worden geopend of geknipt. Dit gaat vaak met een sigarenknipper. De sigaar wordt altijd op een snelle manier geknipt (anders gaat de sigaar rafelen). Overigens zijn de meeste sigaren die in Nederland gemaakt worden al machinaal geknipt. Corona's die uit bijvoorbeeld Cuba of de Dominicaanse Republiek komen zijn over het algemeen longfillers die meestal nog geknipt of geboord moeten worden.